# Xã Monroe, Quận Clermont, Ohio
Xã Monroe (tiếng Anh: Monroe Township) là một xã thuộc quận Clermont, tiểu bang Ohio, Hoa Kỳ. Năm 2010, dân số của xã này là 7.828 người.